# Сельское поселение «Деревня Рамено»
Сельское поселение «Деревня Рамено» — упразднённое в 2011 году муниципальное образование в составе Мосальского района Калужской области России. Населённые пункты вошли в состав сельского поселения «Посёлок Раменский»
Центр — деревня Рамено.

## Состав
В поселение входят 11 населённых мест:
- деревня Рамено
- деревня Бухоново
- деревня Груздово
- деревня Дубровка
- деревня Подберезье
- деревня Свирково
- деревня Скулово
- деревня Тиханово
- деревня Харланово
- деревня Шаньково
- деревня Щербинино

## Население
Население сельского поселения составляет 318 человек .